# Perophora japonica
Perophora japonica är en sjöpungsart som beskrevs av Asajiro Oka 1927. Perophora japonica ingår i släktet Perophora och familjen Perophoridae. Arten har ej påträffats i Sverige. Inga underarter finns listade i Catalogue of Life.